# (6553) Seehaus
(6553) Seehaus ist ein Asteroid des äußeren Hauptgürtels, der am 5. April 1989 vom deutschen Astronomen Michael Geffert am La-Silla-Observatorium (IAU-Code 809) der Europäischen Südsternwarte in Chile entdeckt wurde.
Der Asteroid wurde nach dem deutschen Maler Paul Adolf Seehaus (1891–1919) benannt, der von August Macke entdeckt und gefördert wurde und dem Expressionismus zugeordnet wird. Sein Bild Leuchtturm mit rotierenden Strahlen wurde 1933 aus der Sammlung Alfred Flechtheims arisiert, die Erben Flechtheims wurden 2012 entschädigt.